# Prix des Deux Magots
Le prix des Deux Magots est un prix littéraire français créé en 1933 — le jour même de la remise du prix Goncourt à André Malraux — à la terrasse du café germanopratin Les Deux Magots, à l'initiative de M. Martine, bibliothécaire de l'École des beaux-arts. Il est décerné annuellement, le dernier mardi du mois de janvier, par un jury constitué d'une douzaine de personnes du monde littéraire.

## Historique
Le prix des Deux Magots est créé en 1933, en partie en réaction au prix Goncourt jugé trop académique par une partie du cénacle littéraire parisien. À sa création, le jury du prix est composé de André de Richaud, André Derain, Jean Puyaubert, Roger Vitrac, Georges Ribemont-Dessaignes, Alejo Carpentier, Michel Leiris, Jacques Baron, Armand Megglé, Robert Desnos, Saint-Pol-Roux, Paul Georges Klein et Georges Bataille. Les clients des Deux Magots sont mis à contribution pour réunir 1 300 francs. Le propriétaire du café assura par la suite la dotation du prix qui est octroyé à de jeunes talents prometteurs.
| Image externe |                                                  |
| Pauline Réage, autrice publiant à l'époque sous anonymat, reçut en 1955 d'Albert Simonin (à gauche) et Raymond Queneau le prix des Deux Magots pour Histoire d'O, livre érotique qui connut de multiples interdictions (de vente aux mineurs, d'affichage et de publicité). |                                                  |
| | Albert Simonin, Pauline Réage et Raymond Queneau |

La dotation actuelle est de 7 750 euros (soit environ 50 000 francs). Le calendrier du prix a été modifié depuis 2023 : « À partir de son 90e anniversaire, le Prix des Deux Magots, traditionnellement attribué à la fin de janvier, sera remis chaque dernier lundi de septembre. »
En 2024, le jury est composé de : Étienne de Montety (président du jury), Laurence Caracalla, Nicolas Carreau, Jean Chalon, Jean-Luc Coatalem, Pauline Dreyfus, Clara Dupont-Monod, Pierre Kyria, Jessica Nelson, Marianne Payot, Abel Quentin et Anne Pons.
Les autres expressions artistiques sont aussi à l'honneur aux Deux Magots : le Prix Pelléas récompense un ouvrage littéraire consacré à la musique ; le Prix Saint Germain, en partenariat avec la Brasserie Lipp, le Flore et Sonia Rykiel, a couronné pendant de nombreuses années un artiste dans une discipline différente (architecture, cinéma, théâtre, dessin, mode…).

## Liste des lauréats
| Année |  | Auteur                          | Ouvrage                                             | Éditeur (xe fois)  | Notes                                          |
| ----- |  | ------------------------------- | --------------------------------------------------- | ------------------ | ---------------------------------------------- |
| 1933  |  | Raymond Queneau                 | Le Chiendent                                        | Gallimard          |                                                |
| 1934  |  | Georges Ribemont-Dessaignes     | Monsieur Jean ou l'Amour absolu                     | Grasset            |                                                |
| 1935  |  | Jacques Baron                   | Charbon de mer                                      | Gallimard (2)      |                                                |
| 1936  |  | Michel Matveev                  | Étrange Famille                                     | Gallimard (3)      |                                                |
| 1937  |  | Georges Pillement               | Plaisir d'amour                                     | Pierre Tisné       |                                                |
| 1938  |  | Pierre-Jean Launay              | Léonie la Bienheureuse                              | Denoël             |                                                |
| 1939  |  | non décerné                     |                                                     |                    |                                                |
| 1940  |  | non décerné                     |                                                     |                    |                                                |
| 1941  |  | Jean-Marie Aimot                | Nos mitrailleuses n'ont pas tiré                    | Fasquelle          |                                                |
| 1942  |  | Olivier Séchan                  | Les corps ont soif                                  | Jean Renard        |                                                |
| 1943  |  | non décerné                     |                                                     |                    |                                                |
| 1944  |  | Jean Milo                       | L'Esprit de famille                                 | Denoël (2)         |                                                |
| 1945  |  | non décerné                     |                                                     |                    |                                                |
| 1946  |  | Jean Loubes                     | Le Regret de Paris                                  | Fasquelle (2)      |                                                |
| 1947  |  | Paule Malardot                  | L'Amour aux deux visages                            | SPLE               |                                                |
| 1948  |  | Yves Malartic                   | Au pays du bon Dieu                                 | La Table ronde     |                                                |
| 1949  |  | Christian Coffinet              | Autour de Chérubine                                 | Fournier-Valdès    |                                                |
| 1950  |  | Antoine Blondin                 | L'Europe buissonnière                               | Jean Froissart     |                                                |
| 1951  |  | Jean Masarès                    | Comme le pélican du désert                          | Julliard           |                                                |
| 1952  |  | René-Jean Clot                  | Le Poil de la bête                                  | Gallimard (4)      |                                                |
| 1953  |  | Albert Simonin                  | Touchez pas au grisbi !                             | NRF                |                                                |
| 1954  |  | Claude Cariguel                 | S                                                   | Flammarion         |                                                |
| 1955  |  | Pauline Réage                   | Histoire d'O                                        | Pauvert            |                                                |
| 1956  |  | René Hardy                      | Amère Victoire                                      | Robert Laffont     |                                                |
| 1957  |  | Willy de Spens                  | Grain de beauté                                     | Paris-Montrouge    |                                                |
| 1958  |  | Michel Cournot                  | Le Premier Spectateur                               | Gallimard (5)      |                                                |
| 1959  |  | Henri-François Rey              | La Fête espagnole                                   | Robert Laffont (2) |                                                |
| 1960  |  | Bernard-G. Landry               | Aide-mémoire pour Cécile                            | Denoël (3)         |                                                |
| 1961  |  | Bernard Jourdan                 | Saint-Picoussin                                     | Fayard             |                                                |
| 1962  |  | Loys Masson                     | Le Notaire des Noirs                                | Robert Laffont (3) |                                                |
| 1963  |  | Jean Gilbert                    | L'Enfant et le Harnais                              | Gallimard (6)      |                                                |
| 1964  |  | Clément Lépidis                 | La Rose de Büyükada                                 | Julliard (2)       |                                                |
| 1965  |  | Fernand Pouillon                | Les Pierres sauvages                                | Seuil              |                                                |
| 1966  |  | Michel Bataille                 | Une pyramide sur la mer                             | Robert Laffont (4) |                                                |
| 1967  |  | Solange Fasquelle               | L'Air de Venise                                     | Grasset (2)        |                                                |
| 1968  |  | Guy Sajer                       | Le Soldat oublié                                    | Robert Laffont (5) |                                                |
| 1969  |  | Elvire de Brissac               | À pleur-joie                                        | Grasset (3)        |                                                |
| 1970  |  | Roland Topor                    | Joko fête son anniversaire                          | Buchet-Chastel     |                                                |
| 1971  |  | Bernard Frank                   | Un siècle débordé                                   | Grasset (4)        |                                                |
| 1972  |  | Alain Chedanne                  | Shit, Man !                                         | Gallimard (7)      |                                                |
| 1973  |  | Michel del Castillo             | Le Vent de la nuit                                  | Julliard (3)       | également prix des libraires                   |
| 1974  |  | André Hardellet                 | Les Chasseurs deux                                  | Pauvert (2)        |                                                |
| 1975  |  | Geneviève Dormann               | Le Bateau du courrier                               | Seuil (2)          |                                                |
| 1976  |  | François Coupry                 | Mille pattes sans tête                              | Jean-Edern Hallier |                                                |
| 1977  |  | Inès Cagnati                    | Génie la folle                                      | Denoël (4)         |                                                |
| 1978  |  | Sébastien Japrisot              | L'Été meurtrier                                     | Denoël (5)         |                                                |
| 1979  |  | Catherine Rihoit                | Le Bal des débutantes                               | Gallimard (8)      |                                                |
| 1980  |  | Roger Garaudy                   | Appel aux vivants                                   | Seuil (3)          |                                                |
| 1981  |  | Raymond Abellio                 | Sol invictus                                        | Ramsay             |                                                |
| 1982  |  | François Weyergans              | Macaire le Copte                                    | Gallimard (9)      |                                                |
| 1983  |  | Michel Haas                     | La Dernière Mise à mort                             | Olivier Orban      |                                                |
| 1984  |  | Jean Vautrin                    | Patchwork                                           | Mazarine           |                                                |
| 1985  |  | Arthur Silent                   | Mémoires minuscules                                 | Flammarion (2)     |                                                |
| 1986  |  | (ex æquo) Éric Deschodt         | Eugénie les larmes aux yeux                         | J.C. Lattès        |                                                |
| 1986  |  | (ex æquo) Michel Breitman       | Le Témoin de poussière                              | Robert Laffont (6) |                                                |
| 1987  |  | Gilles Lapouge                  | La Bataille de Wagram                               | Flammarion (3)     |                                                |
| 1988  |  | Henri Anger                     | La Mille-et-Unième Rue                              | Grasset (5)        |                                                |
| 1989  |  | Marc Lambron                    | L'Impromptu de Madrid                               | Flammarion (4)     |                                                |
| 1990  |  | Olivier Frébourg                | Roger Nimier. Trafiquant d'insolence                | Rocher             |                                                |
| 1991  |  | Jean-Jacques Pauvert            | Sade vivant                                         | Robert Laffont (7) |                                                |
| 1992  |  | Bruno Racine                    | Au péril de la mer                                  | Grasset (6)        |                                                |
| 1993  |  | Christian Bobin                 | Le Très-Bas                                         | Gallimard (10)     | également Grand prix catholique de littérature |
| 1994  |  | Christophe Bataille             | Annam                                               | Arléa              | également prix du premier roman                |
| 1995  |  | Pierre Charras                  | Monsieur Henri                                      | Mercure de France  |                                                |
| 1996  |  | Éric Neuhoff                    | Barbe à papa                                        | Belfond            |                                                |
| 1997  |  | Ève de Castro                   | Nous serons comme des dieux                         | Albin Michel       |                                                |
| 1998  |  | (ex æquo) Daniel Rondeau        | Alexandrie                                          | NiL                |                                                |
| 1998  |  | (ex æquo) Éric Faye             | Je suis le gardien du phare                         | José Corti         |                                                |
| 1999  |  | Marc Dugain                     | La Chambre des officiers                            | J.C. Lattès (2)    | également prix des libraires                   |
| 2000  |  | Philippe Hermann                | La Vraie Joie                                       | Belfond (2)        |                                                |
| 2001  |  | François Bizot                  | Le Portail                                          | La Table ronde (2) |                                                |
| 2002  |  | Jean-Luc Coatalem               | Je suis dans les mers du Sud                        | Grasset (6)        |                                                |
| 2003  |  | Michka Assayas                  | Exhibition                                          | Gallimard (11)     |                                                |
| 2004  |  | Adrien Goetz                    | La Dormeuse de Naples                               | Le Passage         |                                                |
| 2005  |  | Gérard Oberlé                   | Retour à Zornhof                                    | Grasset (7)        |                                                |
| 2006  |  | Jean-Claude Pirotte             | Une adolescence en Gueldre                          | La Table ronde (3) |                                                |
| 2007  |  | Stéphane Audeguy                | Fils unique                                         | Gallimard (12)     |                                                |
| 2008  |  | Dominique Barbéris              | Quelque chose à cacher                              | Gallimard (13)     |                                                |
| 2009  |  | Bruno de Cessole                | L'Heure de la fermeture dans les jardins d'Occident | La Différence      |                                                |
| 2010  |  | Bernard Chapuis                 | Le Rêve entouré d'eau                               | Stock              |                                                |
| 2011  |  | Anthony Palou                   | Fruits et Légumes                                   | Albin Michel (2)   |                                                |
| 2012  |  | Michel Crépu                    | Le Souvenir du monde                                | Grasset (8)        |                                                |
| 2013  |  | Pauline Dreyfus                 | Immortel, enfin                                     | Grasset (9)        |                                                |
| 2014  |  | Étienne de Montety              | La Route du salut                                   | Gallimard (14)     |                                                |
| 2015  |  | Serge Joncour                   | L'Écrivain national                                 | Flammarion (5)     |                                                |
| 2016  |  | Pierre Adrian                   | La Piste Pasolini                                   | Les Équateurs      |                                                |
| 2017  |  | Kéthévane Davrichewy            | L'Autre Joseph                                      | Wespieser          |                                                |
| 2018  |  | Julie Wolkenstein               | Les Vacances                                        | P.O.L              |                                                |
| 2019  |  | Emmanuel de Waresquiel          | Le Temps de s'en apercevoir                         | L'Iconoclaste      |                                                |
| 2020  |  | Jérôme Garcin                   | Le Dernier Hiver du Cid                             | Gallimard (15)     |                                                |
| 2021  |  | Emmanuel Ruben                  | Sabre                                               | Stock (2)          |                                                |
| 2022  |  | Louis-Henri de La Rochefoucauld | Châteaux de Sable                                   | Robert Laffont (8) |                                                |
| 2023  |  | Guy Boley                       | À ma sœur et unique                                 | Grasset (10)       |                                                |
| 2024  |  | Jean-Pierre Montal              | La Face nord                                        | Séguier            |                                                |